# Абдель Монем Ель-Джунді
Абдель Монем Ель-Джунді (араб. عبد المنعم الجندى; нар. 12 червня 1936, Александрія — пом. 17 березня 2011) — єгипетський боксер, призер Олімпійських ігор.

## Аматорська кар'єра
Олімпійські ігри 1960
- 1/16 фіналу. Переміг Робі Роша (Люксембург) — 5-0
- 1/8 фіналу. Переміг Паоло Курцетті (Італія) — 4-1
- 1/4 фіналу. Переміг Умберто Баррера (США) — 4-1
- 1/2 фіналу. Програв Дьюла Терек (Угорщина) — 1-4